# Sotillo del Rincón
Sotillo del Rincón est une commune espagnole de la province de Soria en Castille-et-León.